# Traffic Alert and Collision Avoidance System

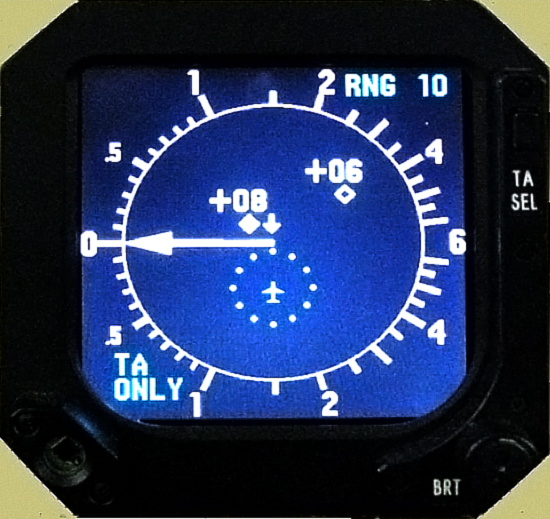
TCAS-Display

Das Traffic Alert and Collision Avoidance System (TCAS) ist die in den USA genutzte Bezeichnung, während ICAO das System als Standard Airborne Collision Avoidance System (ACAS, dt. Kollisionswarnsystem) standardisiert hat. ACAS dient zur Vermeidung von Flugzeugkollisionen in der Luft. Die Funktionalität von ACAS wird von der ICAO in ICAO Annex 10 Vol. IV und in den USA in TCAS Standards definiert.

## Allgemeines und Geschichte
Nachdem sich in den 1950er Jahren eine Reihe von Zusammenstößen in der Luft (Mid-Air Collisions) ereignete, wurde im Jahre 1956 die Forderung nach einem Zusammenstoßwarnsystem laut.
TCAS wurde über einen Zeitraum von ca. 30 Jahren entwickelt und schließlich Ende der 1980er Jahre zunächst in den USA eingeführt. Den Ausschlag für die Pflicht zur Ausrüstung mit einem Kollisionswarnsystem gab der Zusammenstoß eines Kleinflugzeuges mit einer DC-9 am 31. August 1986 bei Los Angeles (Aeroméxico-Flug 498). Ein Gesetz vom Dezember 1987 verlangte die Ausrüstung aller kommerziellen Luftfahrzeuge mit mehr als 30 Plätzen im US-Luftraum mit einem TCAS II bis Dezember 1993 (und TCAS I für 10- bis 30-Sitzer). Damit mussten alle Fluglinien weltweit ihre Luftfahrzeuge entsprechend ausrüsten, wenn sie den US-amerikanischen Luftraum bedienen wollten.
Die ICAO, bei der das System, ebenso wie bei Eurocontrol, als ACAS (Airborne Collision Avoidance System) bezeichnet wird, hat 1998 eine Pflicht zur Ausrüstung mit ACAS II für Luftfahrzeuge mit mehr als 17 t Abflugmasse ab 2003 (Eurocontrol schon ab 2000) und Luftfahrzeuge mit mehr als 5,7 t Abflugmasse ab 2005 entschieden.
Die NASA half bei der Verbesserung des TCAS. Die NASA benutzte dazu Flugsimulatoren und testete, wie gut Verkehrspiloten das TCAS verstanden und wie lang sie brauchten, um auf verschiedene Situationen zu reagieren. Auf Grund dieser Erkenntnisse wurde die Software des TCAS verbessert mit dem Ziel, es leichter und schneller bedienen zu können.

## Entwicklung
Es gibt drei TCAS (oder ACAS)-Versionen:
TCAS I:
Gibt nur Verkehrshinweise (Traffic Advisory, TA). Diese beinhalten nur die Entfernung, grobe Richtung und Höhendifferenz zum eigenen Luftfahrzeug.
TCAS II:
Es werden zusätzlich Ausweichempfehlungen (Resolution Advisory, RA) berechnet. Diese sind rein vertikal (steigen, sinken, Vorgabe der Vertikalgeschwindigkeit).
TCAS III:
Befindet sich noch in der Entwicklung und Erprobung. Es soll auch laterale (seitliche) Ausweichempfehlungen (Kursänderungen) liefern können. Diese Forderung kann mit der vorhandenen Technik möglicherweise nicht erfüllt werden; es wird daher damit gerechnet, dass TCAS III nicht zum Einsatz kommt, sondern gleich die nächste Version, TCAS IV, folgt.
TCAS IV:
Befindet sich ebenfalls in der Entwicklung. TCAS IV wird die Informationen von neuentwickelten Transpondern auswerten und hat damit die Voraussetzungen, auch laterale (seitliche) Ausweichempfehlungen (Kursänderungen) zu berechnen.
Zusätzlich wird daran geforscht, die TCAS-Ausweichempfehlungen auf dem Radarschirm der Fluglotsen darzustellen (ist technisch möglich, aber teuer).
Es wird gefordert, dass TCAS automatisch Mitteilung an den Arbeitsplatz des Fluglotsen über erteilte Resolution Advisories (RA) macht (ICAO 08/2004), damit widersprüchliche Ausweichanweisungen gar nicht erst entstehen können (vgl. Flugzeugkollision von Überlingen).
Für kleine Flugzeuge wurde ein Portable Collision Avoidance System entwickelt.

## Funktionsweise
TCAS fragt sowohl die Mode S als auch Mode A/C- fähigen Transponder anderer Flugzeuge im umgebenden Luftraum ab und ermittelt aus deren Antworten ein „Sicherheits-Lagebild“. Dieses Lagebild umfasst grob und je nach System einen Bereich von horizontal 20–40 NM (entspricht ca.: 37–74 km) und vertikal ±10.000 ft (±3.048 m). Das System errechnet aus den empfangenen Daten (Richtung, Entfernung, Annäherungsgeschwindigkeit, Höhe und Steig/Sinkrate), ob, und wenn ja, wann mit einer Kollision mit einem Flugzeug zu rechnen ist.
In Abhängigkeit von den empfangenen Daten des möglichen Kollisionsgegners gibt das System eine TA (Traffic Advisory = Verkehrshinweis) oder eine RA (Resolution Advisory = Ausweichempfehlung) aus.
Diese Empfehlung basiert
1. auf der Berechnung des Punktes der dichtesten Annäherung (CPA = Closest Point of Approach)
2. auf der Dauer TAU, bis dieser Punkt erreicht wird, und
3. darauf, ob überhaupt eine Abstandsverletzung vorliegen würde.

Die Antworten auf TCAS-Abfragen werden in Mode S im Format DF0 (56 Bit Kurzmessage) oder im Format DF16 (112 Bit) gesendet.

### TAU
Das TAU-Gebiet ist eine spezifische „Schutzzone“ um das eigene Flugzeug. Wenn ein Flugzeug in den TAU-Bereich eindringt, löst das TCAS einen Alarm aus. Die Grenzen des TAU-Gebietes sind durch eine Zeitspanne (time-to-go) definiert. TAU ist die benötigte Zeit, um zum Closest Point of Approach (CPA; Punkt der dichtesten Annäherung) zu gelangen.
Die Zeitspanne ist eine Distanz geteilt durch die Annäherungsrate – sowohl vertikal als auch horizontal.

### DMOD
Es gibt Fälle, in denen die Annäherungsrate so gering ist (z. B. überholendes Flugzeug von hinten; parallel fliegendes Flugzeug nähert sich langsam immer mehr), dass die Grenze des TAU-Gebietes nicht überschritten wird. Trotzdem kann der Abstand unter eine NM schrumpfen. In diesem Fall ist die berechnete Annäherungsrate nicht sehr nützlich, da eine plötzliche Vergrößerung der Annäherungsrate (z. B. parallel fliegendes Flugzeug ändert plötzlich den Kurs in Richtung eigenes Flugzeug) keinen Spielraum für eine rechtzeitige Warnung mehr lassen würde.
Dieses Problem wird durch die zusätzliche Distanzmodifikation (Distance Modification – DMOD) behoben. Die DMOD betrifft nur den physischen Abstand zwischen dem eigenen Flugzeug und dem Ziel. Die Zeit bis zur Kollision oder die Annäherungsrate spielen dabei keine Rolle.
Die DMOD-Werte ändern sich auch mit der Flughöhe.
Diese TAU-Werte sind je nach Flughöhe unterschiedlich. So wird unterhalb einer bestimmten Höhe keine RA mehr ausgegeben, um durch eine evtl. geforderte vertikale Ausweichempfehlung nach unten (Descend) nicht die Bodenfreiheit zu gefährden.
Mit größerer Höhe wird immer früher eine TA oder RA ausgegeben.
Zusätzlich zu dem TAU-Kriterium wird das Flugzeug noch von einem virtuellen Luftraum umgeben, in dem sich kein Flugzeug befinden darf, ansonsten wird es auch hier direkt zu einer RA kommen. Hintergrund sind Annäherungen mit extrem niedrigen Annäherungsgeschwindigkeiten.
Bei einem Konflikt kommt es zunächst zu einer TA. Damit wird ein akustisches Signal „TRAFFIC, TRAFFIC“ ausgegeben, das betreffende Flugzeug erscheint zumeist auf dem Multifunction-Display (MFD) als nun gelbes Symbol.
Der nächste Schritt ist eine RA:
Das kollisionsgefährdende Flugzeug wechselt nun von einem gelben zu einem roten Symbol. Zusätzlich erhält der Pilot in diesem Moment vom System das akustische Signal „CLIMB, CLIMB“, also die Forderung, sofort in den Steigflug überzugehen. Der Pilot des anderen Flugzeugs erhält währenddessen das Signal „DESCEND, DESCEND“, also die Forderung, sofort in den Sinkflug überzugehen. Damit nicht beide Piloten dieselbe Ausweichempfehlung bekommen, ermittelt das System die Ausweichempfehlung des jeweils anderen Systems aus dessen Transpondersignal.
Zusätzlich zu den akustischen Signalen wird häufig ein rotes und ein grünes Band am Variometer gezeigt: Der grüne Bereich gibt den Bereich der Vertikalgeschwindigkeit an, mit der eine Kollision sehr unwahrscheinlich ist; das rote Band dagegen einen Bereich, der eine Kollision wahrscheinlich werden lässt.
Sobald die Kollisionssituation bereinigt ist, wird das akustische Signal „CLEAR OF CONFLICT“ gegeben.
RA und TA sind nur Hinweise an die Piloten. Die Information über die bevorstehende Kollision wird nicht in den Autopiloten eingespeist. Die Piloten müssen selbst das Ausweichmanöver durchführen.
Besitzt ein Flugzeug einen Transponder, aus dem keine Höhenangaben hervorgehen („Mode A“-Transponder, hauptsächlich in Kleinflugzeugen zu finden), wird nur eine TA erzeugt. Es kann keine vertikale Ausweichempfehlung stattfinden, es wird ausschließlich gewarnt.
Der TCAS-Computer kann mehrere Flugzeuge gleichzeitig verfolgen (im zweistelligen Bereich) und bei vielen Systemen auch für mehrere gleichzeitige Bedrohungen eine kombinierte Ausweichempfehlung generieren. Dabei können aber wesentlich weniger Flugzeuge beachtet werden (im einstelligen bis geringen zweistelligen Bereich).

### Passives TCAS

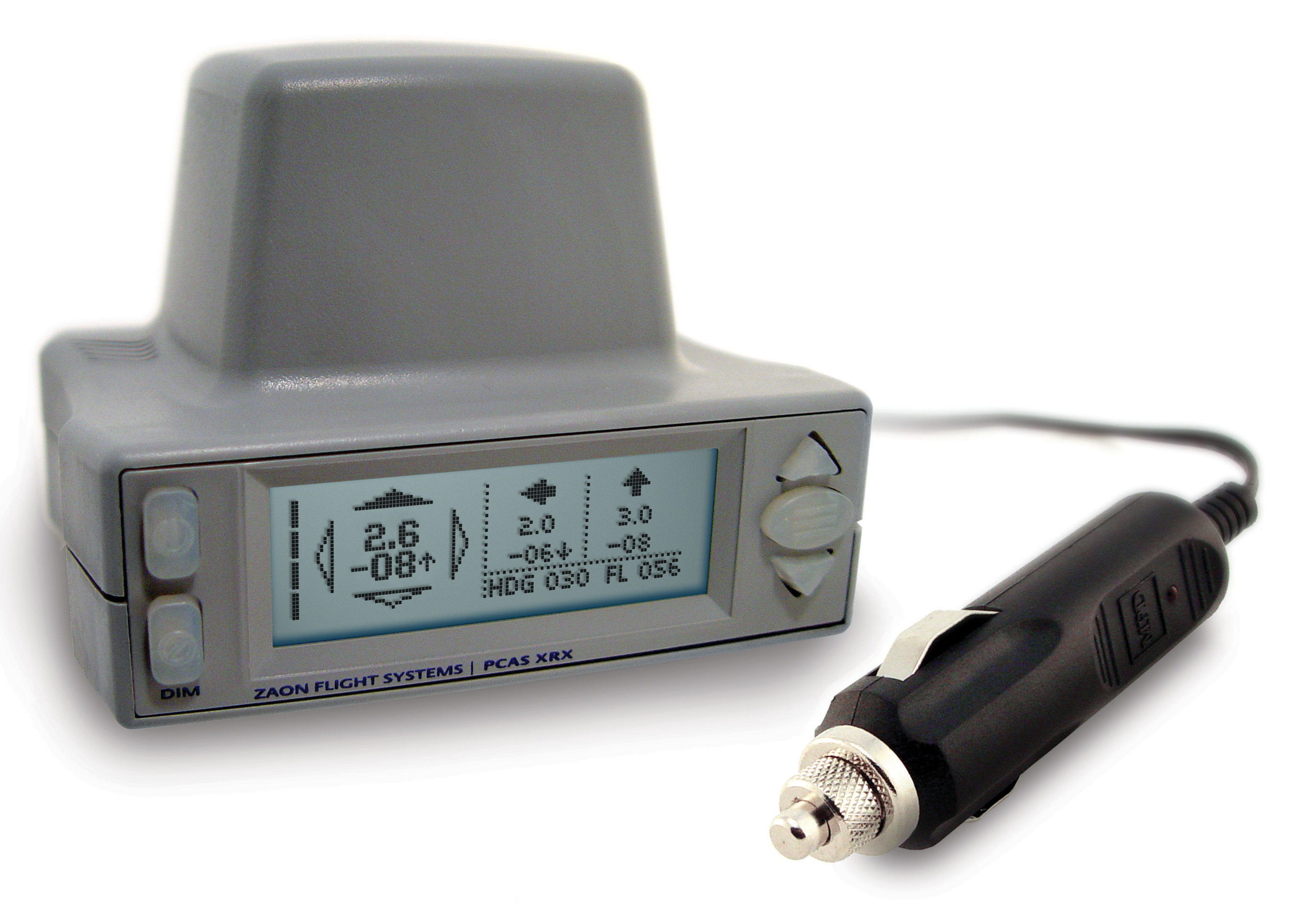
PCAS-Gerät der Zaon Flight Systems, Inc.

Passives TCAS, auch TCAD oder bei tragbaren Geräten PCAS
genannt, hat keine Möglichkeit der aktiven Triggerung von Transpondern. Stattdessen lauscht das Gerät auf Transponder-Antworten, die aufgrund von Bodenradar oder TCAS-Geräten an Bord anderer Flugzeuge gesendet werden, und wertet diese Antwortsignale aus. Passives TCAS kann damit nur in radarüberwachten Bereichen oder in Nähe von TCAS-ausgerüsteten Flugzeugen arbeiten. Auch seine Reichweite ist geringer. Dem stehen allerdings signifikant niedrigere Kosten (ca. 1/10 bis 1/20) gegenüber, so dass dieses System eher in Flugzeugen der allgemeinen Luftfahrt anzutreffen ist.

## Beispielgrenzwerte der Boeing 747-400
- TA (Traffic Advisory) = Verkehrshinweis
- RA (Resolution Advisory) = Ausweichempfehlung
- TAU-Gebiet = Schutzzone um das eigene Flugzeug
- DMOD (Distance Modification) = Distanzmodifikation
- 1 NM = Nautische Meile = 1,852 km
- 1 Fuß (Einheit) = 0,3048 m

| Eigene Flughöhe                     | Grenze TAU | Grenze TAU | Grenze DMOD | Grenze DMOD | Grenze rel. Höhe | Grenze rel. Höhe |
|                                     | TA         | RA         | TA          | RA          | TA               | RA               |
| Fuß                                 | Sekunden   | Sekunden   | NM lateral  | NM lateral  | Fuß              | Fuß              |
| ----------------------------------- | ---------- | ---------- | ----------- | ----------- | ---------------- | ---------------- |
| 0 – 500 ft Radarhöhe                | 20         | blockiert  | 0,1         | blockiert   | 1200             | blockiert        |
| 501 – 2500 ft Radarhöhe             | 35         | 20         | 0,1         | 0,066       | 1200             | 300              |
| 2501 – 10000 ft Barometrische Höhe  | 40         | 25         | 0,3         | 0,066       | 1200             | 300              |
| 10001 – 20000 ft Barometrische Höhe | 45         | 30         | 1,0         | 0,082       | 1200             | 300              |
| 20001 – 30000 ft Barometrische Höhe | 45         | 30         | 1,105       | 0,082       | 1200             | 300              |
| > 30000 ft Barometrische Höhe       | 45         | 30         | 1,122       | 0,082       | 1200             | 300              |

## Bordanlage
In Deutschland muss für Flüge nach IFR Vorgaben gem. FSAV §3, Abs. 1, Nr. 4 ein SSR Mode A, C und S fähiger Transponder vorhanden sein. Seit dem 31. März 2005 muss SSR Mode-S von mindestens Level 2 mit SI Code und Elementary Surveillance ELS Funktionalität gemäß den Vorgabe in  ICAO Annex 10 Vol. IV unterstützt sei.
Ab dem 31. März 2007 wird zusätzlich Enhanced Surveillance (EHS) gefordert, sofern die höchstzulässige Startmasse eines Luftfahrzeuges 5.700 Kilogramm überschreitet oder es mit einer True Airspeed (TAS) von mehr als 250 Knoten betrieben werden kann.

## Rechtliches
Die FAA hat eine Regelung erlassen, nach der alle Flugzeuge mit 10–30 Sitzen mit TCAS I und alle mit mehr als 30 Sitzen mit TCAS II ausgerüstet sein müssen, sobald sie die USA anfliegen.
Die Europäische Agentur für Flugsicherheit (EASA) hat am 1. Januar 2005 für ganz Europa eine Regelung erlassen, nach der alle Flugzeuge mit mehr als 19 Sitzen oder mehr als 5700 kg mit TCAS II Version 7.0 ausgerüstet sein müssen. Seit 1. März 2012 müssen Luftfahrzeuge dieser Gruppe mit Version 7.1 ausgerüstet werden. Für Luftfahrzeuge mit einem vor dem 1. März 2012 ausgestellten individuellen Lufttüchtigkeitszeugnis gilt diese Regelung seit dem 1. Dezember 2015.

## ACAS und TCAS
ACAS ist die Bezeichnung des grundlegenden Konzepts. Die ICAO verwendet diesen Begriff bei der Festlegung der Normen, welche die Anlage erfüllen muss.
TCAS ist eine konkrete Umsetzung dieses Konzepts. TCAS II Version 7.0 und TCAS II Version 7.1 sind die einzigen Umsetzungen, welche die Vorgaben von ACAS II erfüllen.

## STCA und TCAS
Bei einer aufkommenden Staffelungsunterschreitung mit bereits vorliegender, bodengestützter Warnung (Short Term Conflict Alert, STCA) sind Fluglotsen gehalten, beim Fehlen von Informationen zu einer etwaigen TCAS Ausweichempfehlung (RA) deutliche horizontale Kursänderungen für die Beteiligten anzuordnen, um nicht mit den TCAS Empfehlungen in Konflikt zu geraten.

## Kritische Ereignisse in Bezug auf TCAS

### Bashkirian-Airlines-Flug 2937 / DHL-Flug 611
In der Nacht des 1. Juli 2002 ereignete sich bei Überlingen eine Luftkollision zwischen einem Frachter der DHL, unterwegs nach Brüssel, und einem Passagierflugzeug der russischen Bashkirian Airlines, unterwegs nach Barcelona. Beide Besatzungen erhielten von ihrem jeweiligen TCAS korrekte Ausweichempfehlungen. Das TCAS des DHL-Flugzeugs empfahl zu sinken, was sofort befolgt wurde. Zugleich riet das TCAS des russischen Flugzeugs zu steigen. Dies jedoch ignorierte die russische Besatzung und reagierte stattdessen auf eine nahezu zeitgleiche Sink-Anweisung des Fluglotsen der Schweizer Flugsicherung Skyguide. Diese mit der TCAS-Ausweichempfehlung im Konflikt stehende Aufforderung hatte der Lotse ebenfalls zur Kollisionsvermeidung gegeben, aber systembedingt ohne Kenntnis der TCAS-Aktivierung. Somit befanden sich am Ende beide Flugzeuge im Sinkflug und kollidierten wenig später.
Grund dafür dürfte zum einen die mangelnde Erfahrung mit TCAS sein, zum anderen die mangelhafte internationale Abstimmung der Vorschriften zur Priorisierung von Fluglotsen- und TCAS-Anweisungen. Es gab zwar mehrere regionale Empfehlungen, die TCAS die Priorität zuschrieben, keine hatte jedoch offiziellen oder behördlichen Stellenwert.
Im Untersuchungsbericht der Bundesstelle für Flugunfalluntersuchung (BFU) zur Luftkollision steht außerdem:

„Darüber hinaus hat Eurocontrol in einer weiteren Analyse geprüft, wie sich TCAS II mit dem bereits vor dem Unfall entwickelten Änderungsvorschlag CP 112 in diesem Fall verhalten hätte. Nach den vorgelegten Ergebnissen, hätte TCAS nach dem Erscheinen der RA eine umgekehrte RA (Reversal RA) generiert, die bei entsprechender Reaktion durch die Besatzung der Boeing B757-200 zu einem ausreichenden vertikalen Abstand beider Flugzeuge geführt hätte.“

### Beinahezusammenstoß am 26. Februar 1999
Am 26. Februar 1999 kam es in Großbritannien zu einer Unterschreitung der vorgeschriebenen Staffelung zwischen einer in Deutschland zugelassenen Boeing B737-300 (B737) und einer Gulfstream IV (GIV). Der Verlust der Staffelung löste bei der Flugsicherung einen SHORT TERM CONFLICT ALERT und bei beiden beteiligten Flugzeugen eine TCAS Ausweichempfehlung (Resolution Advisory (RA)) aus, die beide Piloten befolgten. Ein Zusammenstoß konnte durch das TCAS verhindert werden.

### Germanwings-Flug 2529 / Hahn-Air-Lines-Flug 201
Am 10. Juni 2011 vormittags kam es 18 NM (ca. 33 km) nordöstlich des Fribourg VOR/DME zu einer Unterschreitung der vorgeschriebenen Staffelung zweier Verkehrsflugzeuge. Ein Airbus 319 der Germanwings, unterwegs von Barcelona nach Stuttgart erhielt vom verantwortlichen Fluglotsen in Genf die Genehmigung auf Flugfläche (FL) 250 (ca. 7620 Meter Flughöhe) zu sinken. Gleichzeitig gab der Fluglotse einen Sinkflug auf FL 280 ins Computersystem ein. Kurze Zeit später gab das Kontrollzentrum Genf diesen Flug an das Kontrollzentrum Zürich ab. Für die Übergabe zwischen Genf und Zürich war bei Flügen nach Stuttgart eine Flughöhe von 28.000 Fuß = FL 280 = 8400 Meter vorgesehen.
Gleichzeitig erhielt Flug 201 der Hahn Air Lines, eine in Zürich gestartete Raytheon 390 Premier 1 mit dem Flugziel Palma de Mallorca, die Genehmigung, auf FL 270 zu steigen. Hierdurch kam es zu einer Annäherung der beiden Maschinen unter die Mindeststaffelung. In beiden Flugzeugen erhielten die Besatzungen vom jeweiligen TCAS zunächst einen Verkehrshinweis (TA). Wenig später wurden von beiden Systemen korrekte Ausweichempfehlungen gegeben. Das TCAS des Airbus empfahl zu sinken, was von der Besatzung sofort umgesetzt wurde. Gleichzeitig forderte das TCAS der Raytheon zum Steigflug auf. Auch diese Empfehlung wurde von den Piloten des Hahn-Air-Lines-Fluges zunächst umgesetzt.
Neun Sekunden nach der Ausweichempfehlung (RA) erhielten die Piloten der Raytheon vom Kontrollzentrum Genf, wo man inzwischen auf das Problem aufmerksam geworden war, die Anweisung, sofort auf FL 260 zu sinken. Diesem mit der TCAS-Ausweichempfehlung im Konflikt stehenden Befehl kam die Besetzung nach, ohne den Fluglotsen jedoch auf die weiterhin aktive RA hinzuweisen.
Zehn Sekunden nach der Aufforderung zum Sinkflug befanden sich die Flugzeuge im geringsten Abstand zueinander. Weitere 13 Sekunden später, um 08:37:31 UTC (10:37:31 MESZ) befand sich die HHN 201 100 Fuß (ca. 30 Meter) tiefer als der A 319 (der horizontale Abstand war zu der Zeit etwa 0,6 NM (ca. 1 km)). In der Folge wechselten die TCAS beider Maschinen die Ausweichrichtungen. Während die Besatzung des Hahn-Air-Lines-Fluges zur Beibehaltung der Sinkgeschwindigkeit aufgefordert wurde, befahl das System der anderen Maschine gleichzeitig eine umgekehrte Ausweichempfehlung (reversal RA) und damit den Übergang in den Steigflug. Um 08:37:39 UTC nahm der Abstand zwischen den Maschinen wieder zu, weshalb die TCAS-Computer mit „clear of conflict“ die Lösung der Konfliktsituation meldeten.